# Fondation Obama
La Fondation Barack Obama (en anglais: The Barack Obama Foundation) est une organisation à but non lucratif fondée à Chicago en 2014. Il supervise la création de Barack Obama Presidential Center, dirige l’Alliance des gardiens de mon frère (un programme que Barack Obama a lancé alors qu’il était président), et gère un programme de bourses d’études par l’intermédiaire de la Harris School of Public Policy (en) de l’Université de Chicago.

## Histoire
La Fondation a tenu son sommet inaugural le 31 octobre 2017 à Chicago. Selon Barack Obama, il a l’intention que sa fondation soit au cœur de beaucoup de ses activités post-présidentielles, qu’il considère comme ayant le potentiel d’être plus conséquentes que son temps à la Maison Blanche. En 2018, les contributions et les dons en nature ont totalisé 164,8 millions de dollars, selon son rapport annuel déposé en juin 2019, soit une baisse de 67,8 millions de dollars par rapport aux 232,6 millions de dollars recueillis en 2017,.
Le premier président de la fondation a été Adewale Adeyemo, économiste et ancien conseiller adjoint à la sécurité nationale pour les affaires économiques internationales, qui s’est joint à la fondation en août 2019. En 2020, le président élu Joe Biden a choisi Adeyemo comme secrétaire adjoint du Trésor, et il a été remplacé par Valerie Jarrett.

## Barack Obama Presidential Center
Le projet majeur de la Fondation à partir de mars 2018 est de superviser la création de la bibliothèque présidentielle prévue de l’ancien président Obama. En mai 2015, la Fondation, avec le maire de Chicago Rahm Emanuel, a annoncé le développement du Centre et son emplacement dans le quartier Jackson Park du South Side de Chicago. Le processus de planification a été critiqué par certains dirigeants locaux qui ont remis en question les avantages pour la région environnante et ont estimé que la communauté n’était pas suffisamment impliquée,. Le 26 février 2019, les habitants de Chicago ont voté pour exiger un accord de retombées locales afin de rendre le Centre officiel, ce à quoi la Fondation Obama s’est opposée,.
Les plans mis à jour ont été publiés en 2019, et certains changements ont été apportés en fonction des commentaires reçus. Le complexe comprend quatre bâtiments, avec un musée, un espace public, une bibliothèque publique et un centre sportif. Il a été conçu par le cabinet d’architectes Tod Williams Billie Tsien.
À compter de décembre 2020, la construction du centre devrait commencer en 2021.

## Alliance des gardiens de mon frère
L’Alliance My Brother Keeper (MBK Alliance) est un programme inspiré du My Brother's Keeper Challenge (en) du président Obama qu’il a lancé à la Maison-Blanche en 2014. Son but est de relever les défis et de combler les lacunes auxquelles les garçons et les jeunes hommes de couleur font face, en offrant du soutien par le mentorat, l’éducation, la formation professionnelle et d’autres activités. En 2017, MBK Alliance a été intégrée à la Fondation Obama.

## Bourses
En février 2018, la Fondation a annoncé qu’elle avait lancé un programme de bourses à l’Université de Chicago. Les bourses sont attribuées à 25 étudiants américains et internationaux de maîtrise à la Harris School of Public Policy dans un effort pour cultiver le leadership par le biais du Centre présidentiel. Il couvre les frais de scolarité et de subsistance des étudiants pendant qu’ils travaillent avec la fondation et suivent des cours,. Il a également commencé à parrainer des bourses appelées Obama Foundation Scholars à l’Université Columbia, l’alma mater d’Obama. Au cours de sa première année d’existence, en 2018, le programme de subventions sans grade a payé les dépenses et versé une allocation à 12 étudiants étrangers.
En mai 2022, la Fondation Obama a annoncé un don de 100 millions de dollars de Brian Chesky, cofondateur et PDG d’Airbnb. Le don visait à lancer un nouveau programme de bourses pour les étudiants qui poursuivent une carrière dans les services publics. La bourse Voyager alias La bourse Obama-Chesky pour la fonction publique vise à aider les étudiants de premier et de deuxième cycle à obtenir jusqu’à 50 000 dollars en aide financière, une allocation de 10 000 $ et un logement gratuit à Airbnb pour poursuivre un travail d’été. . .une expérience de voyage entre leur première et leur dernière année de collège; un crédit de voyage de 2 000 $ par année pendant 10 ans après l’obtention de leur diplôme; un sommet annuel; et un réseau de mentors.